# José Antonio Ardanza
José Antonio Ardanza Garro (Elorrio, Vizcaya, 10 de junio de 1941-Gautéguiz de Arteaga, Vizcaya, 8 de abril de 2024) fue un abogado y político español del Partido Nacionalista Vasco, lendakari del Gobierno Vasco entre 1985 y 1999.
Simpatizante del Partido Nacionalista Vasco desde su juventud, donde generalmente se encuadraba en el ala moderada o autonomista. Hizo sus primeros estudios en el Seminario de Derio, aunque posteriormente se licenció en Derecho por la Universidad de Deusto. Trabajó durante varios años como asesor legal en Caja Laboral Popular antes de comenzar su carrera política como alcalde de Mondragón. Posteriormente fue Diputado General de Guipúzcoa.
Fue designado lehendakari tras la dimisión de Carlos Garaikoetxea en 1985 en el contexto de la escisión interna entre el PNV y Eusko Alkartasuna. Encabezó sucesivos gobiernos de coalición con el Partido Socialista de Euskadi. Su mandato coincidió con una de las etapas más violentas de ETA, en la que lideró la elaboración del pacto de Ajuria Enea (1988), suscrito por los principales partidos políticos salvo Herri Batasuna. En el plano económico, coordinó junto a las diputaciones forales una importante reforma del Impuesto de Sociedades —las vacaciones fiscales vascas— y continuó la reconversión industrial. Tras abandonar la presidencia del Gobierno Vasco, se dedicó al mundo de la empresa.
Su mandato al frente del Gobierno Vasco como lendakari es el más largo hasta la fecha, con una duración de catorce años (frente a los doce años de Iñigo Urkullu o los diez años de Juan José Ibarretxe).

## Biografía

### Inicios
Nació el 10 de junio de 1941, en la localidad vizcaína de Elorrio. Durante su niñez, estudió en el Seminario diocesano de Derio (Vizcaya) y luego en el Colegio Jesuita de Durango (Vizcaya). Se licenció en Derecho en la Universidad de Deusto. Trabajó como asesor jurídico de Caja Laboral Popular (hoy Laboral Kutxa) entre 1969 y 1983. Fue simpatizante en su juventud de Euzko Gaztedi Indarra (EGI), la organización juvenil del Partido Nacionalista Vasco (PNV).
Militante del PNV desde 1979, fue elegido alcalde de Mondragón (Guipúzcoa) en las primeras elecciones municipales (1979) tras el retorno a la democracia en España y fue juntero en las Juntas Generales. En las elecciones de 1983, es elegido Diputado General de Guipúzcoa. Tras la dimisión de Carlos Garaikoetxea en 1985, debido a la escisión interna del Partido Nacionalista Vasco, de la que saldría Eusko Alkartasuna, resultó designado por su partido presidente del Gobierno Vasco, en sustitución de aquel.

### Lendakari
Al sobrevenir la crisis interna en el PNV, la Asamblea Nacional del partido le eligió candidato a Lendakari en las elecciones al Parlamento Vasco de 1986 a propuesta de la dirección. El PNV fue el partido más votado, y el segundo en número de escaños, con 17. Un acuerdo con el  Partido Socialista de Euskadi, que había obtenido 19, le permitió mantener el cargo. La Asamblea Nacional del PNV de 1988, concluyó lo que se denominó el «espíritu del Arriaga» y la búsqueda de «la comodidad dentro de España». Su pertenencia al ala moderada y autonomista del Partido Nacionalista Vasco propició una prolongada colaboración entre su partido y los socialistas vascos, que cristalizó en una coalición de gobierno entre 1986 y 1998. En las elecciones al Parlamento Vasco de 1990 y de 1994, el PNV fue la fuerza con más votos y más escaños, siempre con mayorías simples.
Su gestión estuvo marcada tanto por el desarrollo del autogobierno vasco (cabe destacar el despliegue territorial de la Ertzaintza), como por la firma del Pacto de Ajuria Enea (1988), por el que se alcanzó una unidad de acción entre todos los partidos políticos vascos que condenaban la violencia, con la consiguiente exclusión de Herri Batasuna, contra el terrorismo de ETA.
En mayo de 1995 inauguró la Autovía del Leizarán que une San Sebastián con Pamplona. En 1996, Ardanza se reunió con el presidente foral Javier Otano (PSN-PSOE) para crear un órgano común a lo que unían a Euskadi y Navarra, siempre respetando la identidad de cada comunidad. Este órgano no se pudo crear por la caída del tripartito navarro (PSN-PSOE, Convergencia de Demócratas Navarros y Eusko Alkartasuna). La reunión de Ardanza y Otano fue la última que mantendrían dos presidentes de estas dos comunidades hasta trece años después, siendo lendakari Patxi López (PSE-EE-PSOE) y presidente foral Miguel Sanz (Unión del Pueblo Navarro).
En mayo de 1997 anunció su intención de no volverse a presentar al cargo de lendakari, después de haberlo desempeñado durante casi cuatro legislaturas. Debido a discrepancias entre los firmantes y a la dificultad de lograr la paz, el Pacto de Ajuria Enea fue languideciendo poco a poco y, por ello, en febrero de 1998, promovió un plan de paz, denominado comúnmente Plan Ardanza, que pretendía impulsar un "diálogo sin límites" entre los partidos vascos ajenos a la actividad terrorista, en busca de un nuevo consenso respecto del marco jurídico del País Vasco. El plan fue presentado el 15 de marzo del mismo año, sin éxito, ante los miembros de la Mesa de Ajuria Enea (organismo consultivo surgido del pacto homónimo). 
Poco antes del fin de su mandato, ETA anunció una tregua indefinida como consecuencia del Pacto de Estella el 12 de septiembre de 1998, en cuya redacción y rúbrica Ardanza no tuvo responsabilidad alguna y en la que se PSE y PP quedaron excluidos.
Ardanza fue sucedido al frente del Gobierno Vasco, el 2 de enero de 1999, por su compañero de partido y hasta entonces vicelendakari Juan José Ibarretxe, después de que el PNV hubiera vuelto a ser el partido más votado en las elecciones autonómicas del mes de octubre del año anterior.

### Últimos años
Una vez retirado de la política, asumió la presidencia de Euskaltel, compañía de telecomunicaciones vasca, cargo que abandonó a finales de 2011, año en el que publicó sus memorias bajo el título de Pasión por Euskadi. El 3 de marzo de 2010 fue ingresado en el Hospital de Galdácano tras haber sufrido un infarto en su domicilio. Esa misma localidad le dedica a su nombre un céntrico parque. Falleció en su casa el 8 de abril de 2024.